# Under a Blood Red Sky
Under a Blood Red Sky (с англ. — «Под кроваво-красным небом») — концертный альбом ирландской рок-группы U2, вышедший в 1983 году. Альбом закрепил за U2 репутацию концертной группы и ярких представителей колледж-рока.
В 2013 году журнал Classic Rock включил альбом в список «Концертных альбомов, которые изменили мир».

## Об альбоме
Основу альбома составляют песни с трёх выступлений в рамках тура War Tour в Денвере, Бостоне, Санкт-Гоарсхаузене. Альбом содержит пламенное исполнение «Sunday Bloody Sunday», предваряемое известной ремаркой Боно: «This song is not a rebel song» (с англ. — «Эта песня не бунтарская») и «Party Girl», би-сайд с сингла «A Celebration».
В том же году вышел фильм U2 Live at Red Rocks: Under a Blood Red Sky с записью выступления в 5 июня 1983 года в естественном амфитеатре Red Rocks, Колорадо. Исполнение «Sunday Bloody Sunday» входит в «50 моментов, изменивших историю рок-н-ролла», список журнала Rolling Stone.
Название альбома взято из текста песни «New Year’s Day».

## Список композиций
Музыка — U2, тексты песен — Боно.
| №  | Название               | Место записи                                 | Длительность |
| -- | ---------------------- | -------------------------------------------- | ------------ |
| 1. | «Gloria»               | Денвер, Колорадо, 5 июня 1983                | 4:32         |
| 2. | «11 O'Clock Tick Tock» | Бостон, Массачусетс, 6 июня 1983             | 4:34         |
| 3. | «I Will Follow»        | Санкт-Гоарсхаузен, Германия, 20 августа 1983 | 3:36         |
| 4. | «Party Girl»           | Денвер, Колорадо, 5 июня 1983                | 2:52         |

| №  | Название               | Место записи                                 | Длительность |
| -- | ---------------------- | -------------------------------------------- | ------------ |
| 5. | «Sunday Bloody Sunday» | Санкт-Гоарсхаузен, Германия, 20 августа 1983 | 4:55         |
| 6. | «The Electric Co.»     | Санкт-Гоарсхаузен, Германия, 20 августа 1983 | 5:18         |
| 7. | «New Year's Day»       | Санкт-Гоарсхаузен, Германия, 20 августа 1983 | 4:29         |
| 8. | «40»                   | Санкт-Гоарсхаузен, Германия, 20 августа 1983 | 3:36         |

## Позиции в хит-парадах
Годовые чарты:
| Чарт (1984)                  | Позиция |
| ---------------------------- | ------- |
| Великобритания (Gallup Poll) | 2       |
| Канада (RPM Year-End)        | 84      |

## Сертификации
| Страна         | Сертификация  | Продажи    |
| -------------- | ------------- | ---------- |
| Канада         | 2× Платиновый | 200,000+   |
| Франция        | Платиновый    | 300,000+   |
| Германия       | Платиновый    | 500,000+   |
| Великобритания | 3× Платиновый | 900,000+   |
| США            | 3× Платиновый | 3,000,000+ |